# Scott Booth
Scott Booth (Aberdeen, 16 december 1971) is een Schots voormalig voetballer. Hij werkt als analist bij een televisiestation.

## Clubcarrière
Booth begon zijn loopbaan bij Aberdeen FC voor hij naar Borussia Dortmund ging. Die club verhuurde hem aan Vitesse en FC Utrecht voordat FC Twente hem definitief overnam. Zijn hoogtepunt bij FC Twente bereikte hij op 24 mei 2001 toen de club na penalty's won van PSV in de finale van de KNVB beker. Hij was een van de spelers die een strafschop nam en scoorde. Na zijn periode bij FC Twente speelde hij nog één seizoen bij Aberdeen FC.

## Interlandcarrière
Booth speelde in de periode 1993-2001 in totaal 22 interlands voor de Schotse nationale ploeg, en scoorde zes keer. Hij maakte zijn debuut voor de nationale ploeg op 24 maart 1993 in de vriendschappelijke wedstrijd tegen Duitsland (0-1). Een maand later maakte hij in Tallinn zijn eerste interlandgoal voor Schotland in de WK-kwalificatiewedstrijd tegen Estland.
| Interlanddoelpunten | Interlanddoelpunten | Interlanddoelpunten | Interlanddoelpunten | Interlanddoelpunten | Interlanddoelpunten | Interlanddoelpunten |
| #                   | Datum               | Locatie             | Tegenstander        | Goal(s)             | Uitslag             | Wedstrijd           |
| ------------------- | ------------------- | ------------------- | ------------------- | ------------------- | ------------------- | ------------------- |
| 1                   | 19/05/1993          | Tallinn, Estland    | Estland             | 73'                 | 0 – 3               | WK-kwalificatie     |
| 2                   | 12/10/1994          | Glasgow, Schotland  | Faeröer             | 34'                 | 5 – 1               | EK-kwalificatie     |
| 3                   | 16/11/1994          | Glasgow, Schotland  | Rusland             | 19'                 | 1 – 1               | EK-kwalificatie     |
| 4                   | 06/09/1995          | Glasgow, Schotland  | Finland             | 10'                 | 1 – 0               | EK-kwalificatie     |
| 5                   | 15/11/1995          | Glasgow, Schotland  | San Marino          | 45'                 | 5 – 0               | EK-kwalificatie     |
| 6                   | 25/04/2001          | Bydgoszcz, Polen    | Polen               | 69' (pen.)          | 1 – 1               | Vriendschappelijk   |